# Cheiracanthium kompiricola
Cheiracanthium kompiricola är en spindelart som beskrevs av Wilhelm Dönitz och Embrik Strand 1906. Cheiracanthium kompiricola ingår i släktet Cheiracanthium och familjen sporrspindlar. Inga underarter finns listade i Catalogue of Life.